# دليل الشعور الجيد (كتاب)
دليل الشعور الجيد (بالإنجليزية: The Feeling Good Handbook)‏ هو كتاب لديفيد بيرنز عن العلاج السلوكي المعرفي.

## ملخص
يتضمن الكتاب شرحا لمبادئ العلاج السلوكي المعرفي، وتفاصيل سبل تحسين مزاج الشخص وحياته من خلال تحديد التشوهات المعرفية الشائعة والقضاء عليها، فضلا عن أساليب لتحسين مهارات الاتصال. ويتم عرض تمارين في أنحاء الكتاب لمساعدة القارئ على تحديد التشوهات المعرفية واستبدالها بالمعتقدات الصحية.
ونشرت طبعة منقحة في عام 1999 (ترقيم دولي 978-0-452-28132-5 ).